# Carlo Luigi Invernizzi
Carlo Luigi Invernizzi (Bergamo, 9 febbraio 1827 – Messina, 30 dicembre 1908) è stato un patriota italiano.

## Biografia
Già nel 1848 partecipò ai moti contro gli austriaci, scoppiati in città nel marzo sull'onda delle notizie dell'insurrezione a Milano, inerpicandosi sulla cupola del Duomo dove innalzò il tricolore sulla statua di Sant'Alessandro.

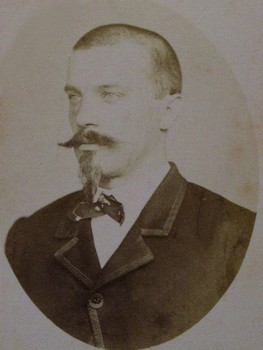
Carlo Luigi Invernizzi attorno al 1860

Nel 1860 insieme al fratello Pietro (un terzo fratello, Luigi, li raggiungerà con la spedizione Medici) si imbarcò con Garibaldi a Quarto. A Palermo comandò il gruppo che difende per tre giorni il Convento dei Sette Angeli salvando le 46 monache e educande e spegnendo l'incendio preservando tutti gli arredi. Questo episodio, citato anche da Giuseppe Cesare Abba, gli valse un attestato di riconoscenza redatto dalla Abbadessa Donna Concetta Raffaella Del Bosco.
Lasciato il servizio, tornò a Messina dove si sposò e visse, lavorando come impiegato per alcuni anni nell'amministrazione pubblica e poi in imprese private. L'impiego non gli impedì di partecipare alla spedizione di Garibaldi del 1862, che si concluse in Aspromonte, e a quella del 1866.
In occasione del terrificante terremoto del 28 dicembre 1908, rimase travolto dalla sua abitazione insieme ai suoi familiari; a causa dei gravi traumi riportati, morì due giorni dopo.
Ha lasciato una lettera-diario in cui racconta i fatti che lo hanno visto protagonista e che è contenuta nel volume Bergamo e i Mille, a cura del Regio Liceo P. Sarpi, ed. Arti Grafiche, Bergamo, 1932.